# Campo de experimentación aeroespacial de Europa del Norte
El Campo de experimentación aeroespacial de Europa del Norte (NEAT por sus siglas en inglés de North European Aerospace Test range) es el campo de pruebas terrestres más grande de Europa para sistemas aeroespaciales. 
Es una cooperación de la Corporación espacial sueca y la Administración de material de defensa de Suecia. 
Su objetivo es proporcionar instalaciones y servicios para pruebas aeroespaciales seguras en una de las pocas partes de Europa que tiene una población muy baja y casi no hay tráfico aéreo. 

## Atributos físicos
NEAT consta de dos campos en el norte de Suecia, el Centro Espacial Esrange fuera de Kiruna y el Campo de Pruebas Vidsel, que se combinan con un área de puente entre los dos rangos. 

### Talla
El tamaño total de NEAT es de 24,000 km², y la longitud unidireccional es 350 km. 

### Espacio aéreo restringido
NEAT tiene dos áreas de espacio aéreo restringido permanente. 
- R01 cubre el Centro espacial Esrange y tiene 6.600   km 2, GND / UNL altitud.
- R02 cubre el Campo de pruebas Vidsel y es de 7,200   km 2, GND / UNL altitud.

También hay cuatro áreas de espacio aéreo restringido adicionales sobre el área de puente que solo se usan cuando es necesario. 
- Sobre la parte oeste, GND/3500 MSL
- Sobre la parte oeste, 3500 MSL/FL200[notas 1]
- En toda el área, 3500 MSL/FL330 en la parte oeste y FL200/FL330 en la parte este.[notas 2]
- En toda el área, FL470/UNL

### Espacio en tierra suspendido y restringido

#### Espacio restringido
- El área de impacto del cohete Esrange es de 5.200 km 2.

#### Terreno suspendido
- El rango de prueba de Vidsel es 3,300 km 2.